# غارب ابو خميس (بكيل المير)

تعديل مصدري - تعديل

غارب أبو خميس هي إحدى قرى عزلة العطن بمديرية بكيل المير التابعة لمحافظة حجة، بلغ تعداد سكانها 101 نسمة حسب تعداد اليمن لعام 2004.